# Prvenstvo Splitskog nogometnog podsaveza 1932.

## Proljetno prvenstvo
Završilo je 22. svibnja 1932.g.
Splitska grupa
| Poredak | Klub             | Utakmica | Pobjeda | Neodlučeno | Poraza | Postigli golova | Primili golova | Gol-razlika | Bodova |
| ------- | ---------------- | -------- | ------- | ---------- | ------ | --------------- | -------------- | ----------- | ------ |
| 1.      | Hajduk Split     | 4        | 4       | 0          | 0      | 27              | 2              | +25         | 8      |
| 2.      | Dalmatinac Split | 4        | 2       | 1          | 1      | 6               | 6              | 0           | 5      |
| 3.      | Aurora Split     | 4        | 1       | 1          | 2      | 3               | 5              | -2          | 2      |
| 4.      | Split            | 4        | 1       | 0          | 3      | 5               | 10             | -5          | 2      |
| 5.      | Orijent Split    | 4        | 0       | 2          | 2      | 1               | 16             | -15         | 2      |

Prvak provincije: Zmaj Makarska
Finale:
Zmaj Makarska - GOŠK Dubrovnik 3:2
Finale:
Hajduk Split - Zmaj Makarska 4:1

## Jesensko prvenstvo 1932./33.
Započelo je 14. studenoga 1932, a završilo je 11. lipnja 1933. 
 Tijekom prvenstva, početkom siječnja 1933. Hajduk je odustao od natjecanja zbog direktnog sudjelovanja u Nacionalnoj ligi. 
 Aurora i Dalmatinac fuzirali su se 12. ožujka 1933. u novi klub - JSK Vuk.
Splitska zona
| Poredak | Klub      | Utakmica | Pobjeda | Neodlučeno | Poraza | Postigli golova | Primili golova | Gol-razlika | Bodova |
| ------- | --------- | -------- | ------- | ---------- | ------ | --------------- | -------------- | ----------- | ------ |
| 1.      | Split     | 5        | 4       | 1          | 0      | 18              | 4              | +14         | 9      |
| 2.      | Vuk Split | 5        | 3       | 1          | 1      | 13              | 5              | +8          | 7      |
| 3.      | Solin     | 5        | 1       | 0          | 4      | 7               | 9              | -2          | 2      |
| 4.      | Orijent   | 5        | 0       | 0          | 5      | 2               | 22             | -20         | 0      |

Finale:
Split - GOŠK Kaštel Gomilica 5:2 (3:1) -  odigrano 18. lipnja 1933.
| Prvenstva Splitskog nogometnog podsaveza | Prvenstva Splitskog nogometnog podsaveza |
| --- | ---------------------------------------- |
| |                                          |
| 1920. • 1920./21. • 1921. • 1921./22. • 1922./23. • 1924. • 1924./25. • 1925. • 1926. • 1927. • 1928. • 1929. • 1930. • 1931. • 1932. • 1933. • 1935. • 1936. • 1937. • 1937./38. • 1938./39. • 1939./40. • 1940./41. • |                                          |

| Prvenstva Splitskog nogometnog podsaveza | Prvenstva Splitskog nogometnog podsaveza |
| --- | ---------------------------------------- |
| |                                          |
| 1920. • 1920./21. • 1921. • 1921./22. • 1922./23. • 1924. • 1924./25. • 1925. • 1926. • 1927. • 1928. • 1929. • 1930. • 1931. • 1932. • 1933. • 1935. • 1936. • 1937. • 1937./38. • 1938./39. • 1939./40. • 1940./41. • |                                          |